# Tumulus de Kernonen
Le tumulus de Kernonen est un monument funéraire situé à Plouvorn, à environ 50 km à l'est de Brest, dans le département du Finistère, en Bretagne. Édifié vers 2150 - 1800 av. J.-C., ce tumulus date de l'âge du Bronze ancien.

## Historique
Le tumulus de Kernonen a été découvert dans une propriété plouvornéenne, à Kernonen. Fouillé en 1901 par Paul du Châtellier, le tumulus a été depuis en bonne partie arasé, mais en 1966, il a fait l'objet de plusieurs fouilles archéologiques, réalisées entre autres par Jacques Briard.

## Description
Les fouilles ont révélé, sous un cairn de 2 mètres, une tombe formée d'un caveau rectangulaire de 4,70 mètres de long sur 1,40 mètre de large, recouvert d'une énorme dalle de granite.

## Vestiges
La tombe contenait trois coffrets en bois de chêne, renfermant notamment les restes de 4 haches en bronze, 3 poignards en bronze avec leurs restes de fourreaux en écorce et, sur leurs manches en bois, un décor géométrique formé de petits clous en or, un reste de collier formé d'une douzaine de perles en ambre, un brassard d'archer, ainsi qu'une quarantaine de pointes de silex,. 

Tumulus de Kernonen (Musée de la Préhistoire finistérienne de Penmarch)
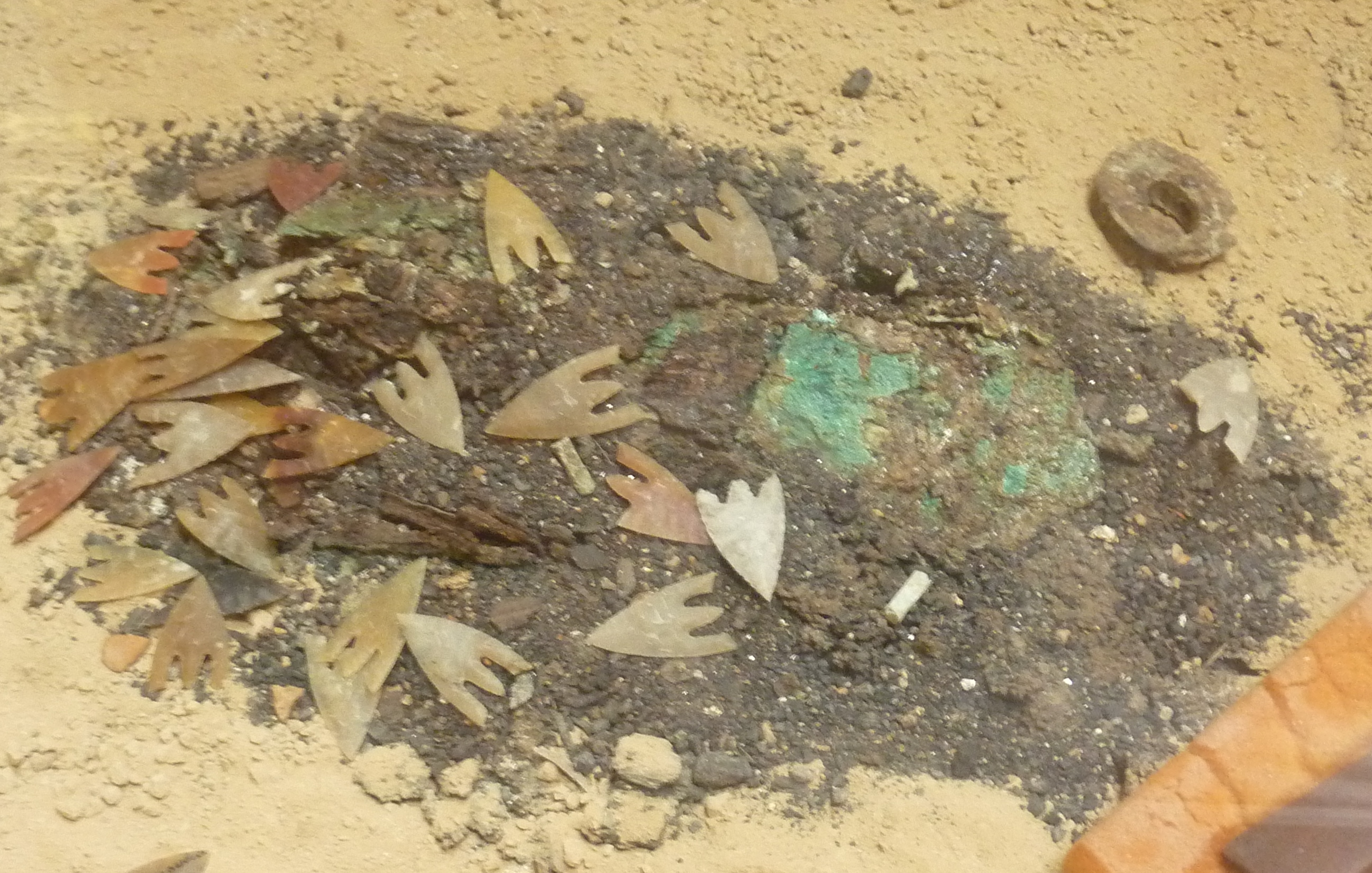
Pointes de flèches.
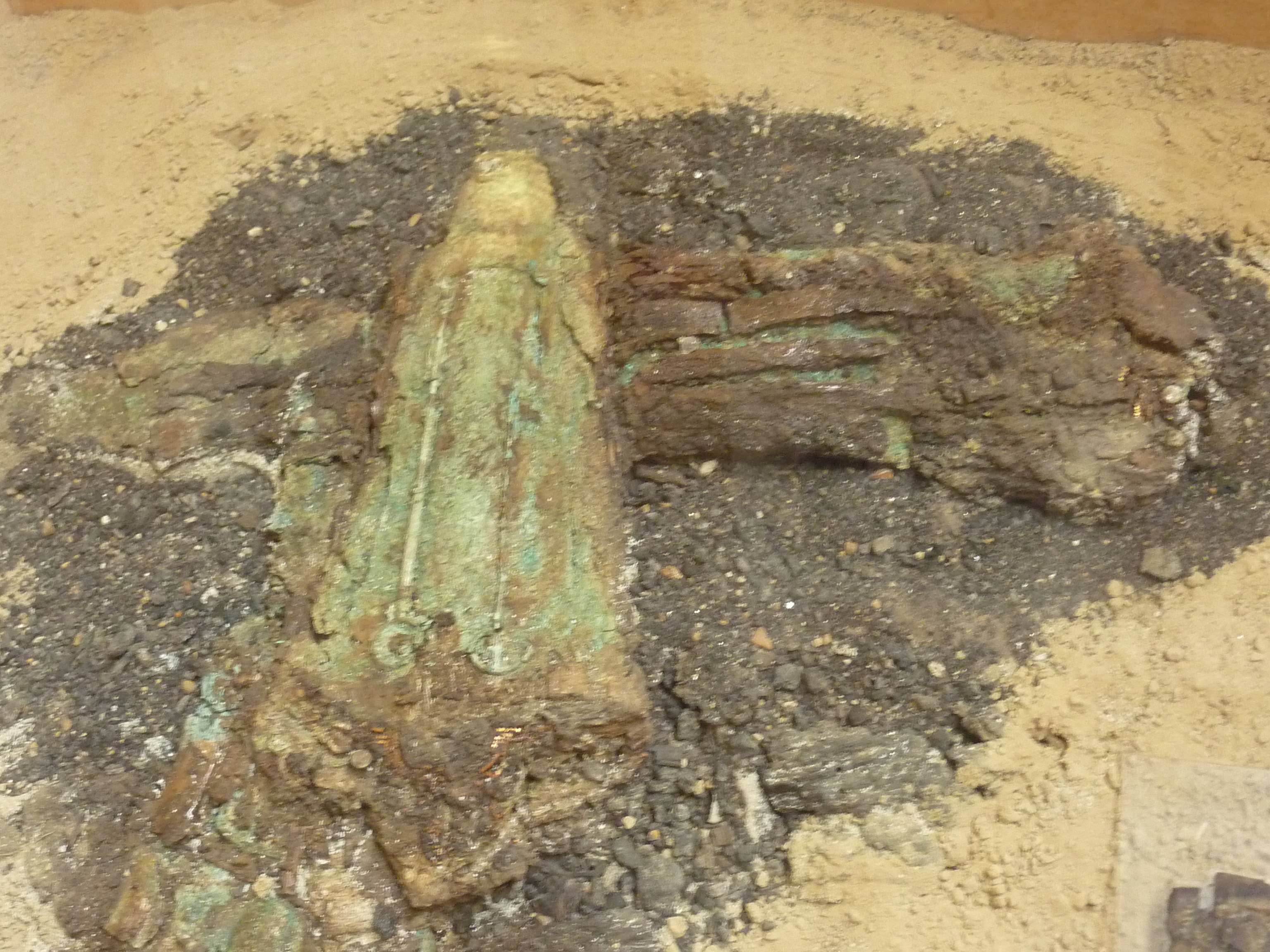
Poignards en bronze.
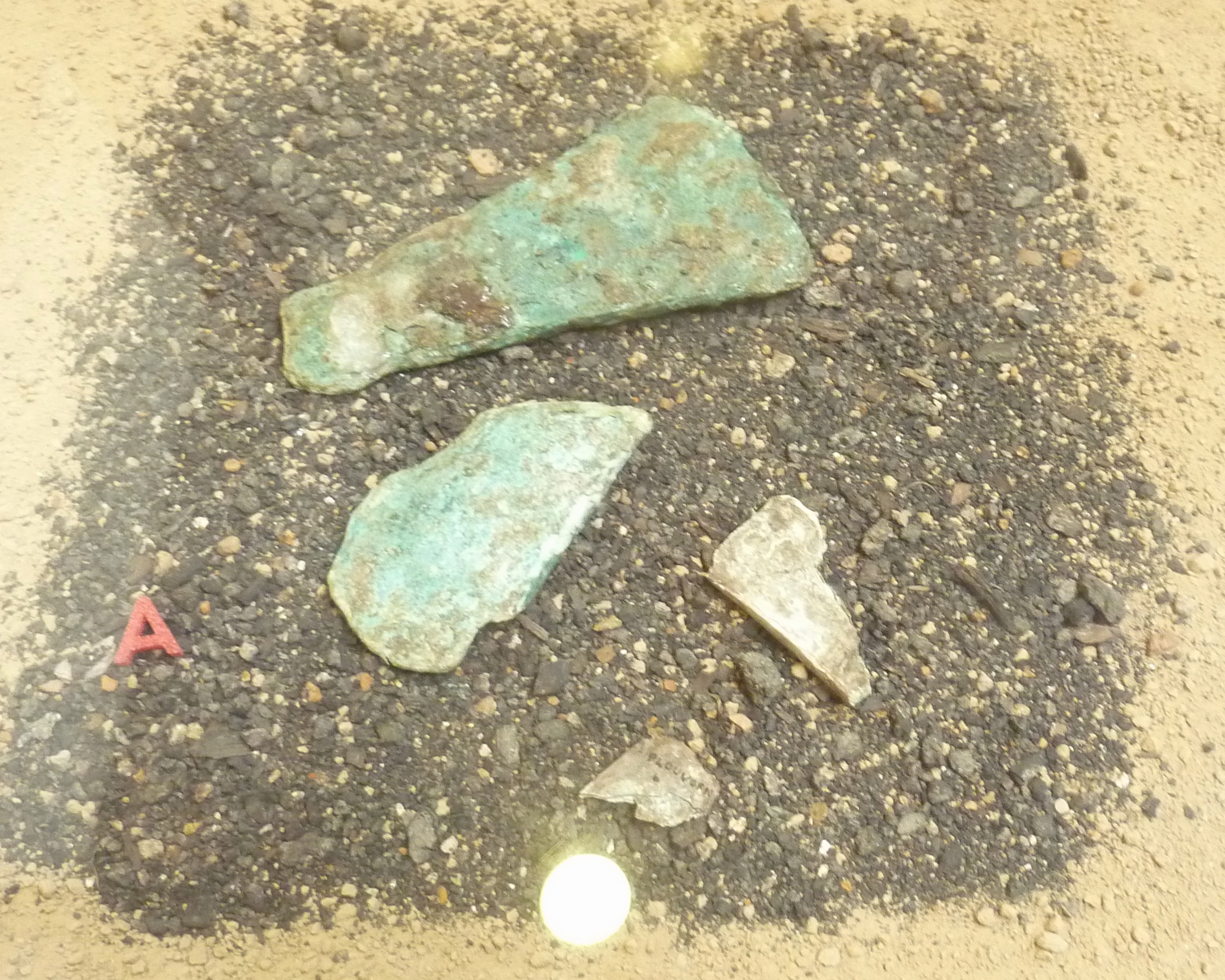
Objets divers.